# Nikkanenänjärvi
Nikkanenänjärvi är en sjö i Gällivare kommun i Lappland och ingår i Råneälvens huvudavrinningsområde.